# 1442 az irodalomban
Az 1442. év az irodalomban.

## Halálozások
- 1442 – Taki d-Dín al-Makrízi középkori arab földrajzi- és történetíró, prédikátor és hadísztudós (* 1364)[1]